# جین زیوی
جین زیوِی (انگلیسی: Jin Ziwei؛ زادهٔ ۱۷ اکتبر ۱۹۸۵) قایقران روئینگ اهل چین است. از افتخارات وی میتوان به کسب مدال طلا در بازی‌های المپیک تابستانی ۲۰۰۸ اشاره کرد.